# أولاف سوينسون
أولاف سوينسون (بالإنجليزية: Olaf Swenson) هو شخصية أعمال أمريكي، ولد في 16 ديسمبر 1883، وتوفي في 23 أغسطس 1938.